# Петер Фібер
Петер Фібер (чеськ. Peter Fieber, нар. 16 травня 1964, Братислава) — чехословацький та словацький футболіст, що грав на позиції захисника.
Володар Кубка Чехословаччини.

## Клубна кар'єра
У дорослому футболі дебютував 1983 року виступами за команду «Дукла», в якій провів один сезон, взявши участь у 17 матчах чемпіонату. 
Своєю грою за цю команду привернув увагу представників тренерського штабу клубу «Інтер» (Братислава), до складу якого приєднався 1984 року. Відіграв за команду з Братислави наступні два сезони своєї ігрової кар'єри. Більшість часу, проведеного у складі братиславського «Інтера», був основним гравцем захисту команди.
У 1986 році уклав контракт з клубом «ДАК 1904», у складі якого провів наступні п'ять років своєї кар'єри гравця.  Граючи у складі «ДАК 1904» також здебільшого виходив на поле в основному складі команди.
З 1991 року два сезони захищав кольори клубу «Беєрсхот». 
Згодом з 1993 по 1997 рік грав у складі команд «ДАК 1904» та «Генк».
Завершив ігрову кар'єру у команді «Меппен», за яку виступав протягом 1997—1998 років.

## Виступи за збірні
У 1983 році дебютував у складі юнацької збірної Чехословаччини (U-20), .
У 1988 році дебютував в офіційних матчах у складі національної збірної Чехословаччини.
У складі збірної був учасником чемпіонату світу 1990 року в Італії.
Пізіше зіграв у 1 грі у складі збірної Словаччини.

## Титули і досягнення
- Володар Кубка Чехословаччини (1):

«ДАК 1904»: 1986-1987